# كارل ستيفنسون
كارل ستيفنسون (بالألمانية: Carl Stephenson)‏ هو ناشر وكاتب ألماني ونمساوي، ولد في 3 نوفمبر 1893 في فيينا في النمسا، وتوفي في القرن العشرين في ألمانيا.